# Emo pop
El emo pop o emo 2000s scene (también conocido como emo pop-punk, emo alternativo, y tercera ola de emo) es un género fusión que combina el emo con el pop punk, música pop o alternativa, o ambos. Es denominada la tercera ola del emo y se caracteriza por su estilo musical con composiciones más concisas y coros pegajosos. Tiene sus orígenes en la década de 1990 con bandas como Jimmy Eat World, The Get Up Kids, Weezer y The Promise Ring. El género se popularizó en la década de 2000 con el éxito del álbum Bleed American de Jimmy Eat World. Posteriormente, a mediados de la década, el género se vio impulsado al mainstream por bandas como Fall Out Boy, My Chemical Romance, Panic! at the Disco y Paramore. La popularidad del emo pop disminuyó en la década del 2010, con artistas prominentes del género separándose o abandonando el estilo.

## Características
El emo pop, catalogada como la tercera ola del emo, es una fusión entre el emo y el pop punk. Rate Your Music traza sus orígenes en el midwest emo y afirma que su atractivo mainstream se debe a que utiliza el rock alternativo y toma el crooning del emo para hacerlo accesible. AllMusic describe al género como una mezcla de «angustia juvenil» con una «producción pulida» y un atractivo mainstream, utilizando «melodías agudas, guitarras rítmicas y letras confesionales que tratan sobre la adolescencia, las relaciones y el desamor». Por su parte, MasterClass describe el emo pop como un género caracterizado por «voces emotivas y canciones animadas con letras melancólicas». Durante la década de 2000, los artistas de emo pop fusionaban los elementos líricos y visuales del emo con la estética radio-friendly del pop punk. La música emo pop es comercialmente más viable que otros estilos de emo porque se desprende de sus raíces indie y del hardcore, y a un uso menos extremo de las dinámicas fuerte/suave. Aun así, y aunque el emo pop toma distancia del harccore y el emocore de la década de los 80s, el post-hardcore tiene un rol importante en el género, que se puede apreciar en bandas como Taking Back Sunday, The Used y Silverstein.

## Historia
El emo pop fue influenciado por bandas de emo y pop punk a principios de la década de 1990, como Samiam de California y Jawbreaker de Nueva York. El emo pop apareció a mediados-finales de la década de 1990 con bandas como Jimmy Eat World, The Get Up Kids, Weezer y The Promise Ring. El álbum Pinkerton de Weezer (1996) es considerado por la revista Spin como «un disco revolucionario para todo el emo-pop que vendría después». Jimmy Eat World también incursionó en el género con su álbum Clarity (1999). Ambos álbumes fueron influyentes para las bandas de emo y emo pop posteriores. Según Nicole Keiper de CMJ, Building (1996) de Sense Field llevó a la banda «al campo del emo-pop junto con bandas como The Get Up Kids y Jejune». El emo pop comenzó a tener éxito independiente a finales de la década de 1990. The Get Up Kids vendió más de 15 000 copias de su álbum debut Four Minute Mile (1997) antes de firmar con Vagrant Records, quienes promocionaron fuertemente a la banda y los llevaron de gira como acto de apertura para grupos de rock populares como Green Day y Weezer. La banda de pop punk Blink-182 también ha sido una gran influencia en las bandas de este género. James Montgomery de MTV mencionó que la nueva generación de seguidores del emo considera el sonido de Blink-182 como «enormemente influyente» y afirmó: «sin [ellos] no habría Fall Out Boy, Paramore, ni Fueled by Ramen Records». Una de las canciones precursoras en el éxito del género es «Adam's Song», un sencillo de su álbum Enema of the State (1999), que fusiona el emo con el pop punk.

### Popularidad
AllMusic atribuye el surgimiento del éxito mainstream del emo pop al lanzamiento en 2001 del álbum Bleed American de Jimmy Eat World y al éxito de su sencillo «The Middle». Ese mismo año, la banda de post-hardcore Thursday lanzó su segundo álbum, Full Collapse, que llegó al puesto 178 en las listas de Billboard 200. El álbum presentaba gritos y agresividad en general, lo que los diferenciaba de otras bandas de emo pop. The All-American Rejects lograron éxito con su álbum debut homónimo de 2002, que vendió más de un millón de copias solo en Estados Unidos e incluía el sencillo «Swing, Swing». Dashboard Confessional se convirtió en un acto importante en la escena del emo pop con su álbum debut The Swiss Army Romance (2000). La banda luego alcanzaría el éxito comercial con sus álbumes A Mark, a Mission, a Brand, a Scar (2003) y Dusk and Summer (2006). Ambos álbumes fueron lanzados bajo el sello discográfico Vagrant Records, que también lanzó música de bandas de emo pop como Saves The Day, The Get Up Kids, The Anniversary, Hey Mercedes, Hot Rod Circuit y Alkaline Trio.
A medida que el género se consolidaba, el sello discográfico Fueled by Ramen se convirtió en un centro del movimiento emo, lanzando álbumes de bandas como Fall Out Boy, Panic! at the Disco y Paramore. Se desarrollaron dos escenas regionales principales: en Florida, lideradas por el sello Fueled by Ramen, y en el Medio Oeste de los Estados Unidos, promovida por Pete Wentz de Fall Out Boy, que se posicionó al frente del estilo a mediados de la década de 2000 después de que el sencillo «Sugar, We're Goin Down» recibiera mucha difusión en la radio, llegando al número ocho en el Billboard Hot 100 de Estados Unidos. My Chemical Romance, de Nueva Jersey, fue la banda de emo pop más destacada durante la década de 2000. Los álbumes Three Cheers for Sweet Revenge (2004) y The Black Parade (2006) vendieron más de 3 millones de copias cada uno en Estados Unidos. Este último álbum debutó en el número 2 en el Billboard 200. El sencillo principal del álbum, «Welcome to the Black Parade», encabezó la lista Alternative Songs de y llegó al número 9 en el Billboard Hot 100.
El tercer álbum de Taking Back Sunday, Louder Now (2006), debutó en el número 2 en el Billboard 200. El segundo álbum de Hawthorne Heights, If Only You Were Lonely (2006), alcanzó el número 3 en el Billboard 200. You Me at Six lanzó su álbum debut Take Off Your Colours, que AllMusic describió como «siguiendo al pie de la letra el manual de 'emo-pop para principiantes'». El álbum luego recibió certificación de oro en el Reino Unido. En 2009, All Time Low lanzó su tercer álbum de estudio, Nothing Personal, que debutó en el número 4 en el Billboard 200. AllMusic afirma que el álbum «ayudó a convertir a All Time Low en uno de los principales grupos de emo-pop».

### Declive
Desde principios de la década de 2010, el emo pop experimentó una disminución en su éxito. Si bien algunas bandas de los años 2000 siguen siendo populares, algunas de ellas han incursionado en diferentes sonidos y estéticas fuera del género. Las bandas de Thursday, The Academy Is..., Good Charlotte, Hey Monday, Forever the Sickest Kids y My Chemical Romance se separaron o entraron en hiato a principios de la década de 2010. El álbum Too Weird to Live, Too Rare to Die! (2013) de Panic! at the Disco abandonó el sonido de emo pop, por influencias hip hop, new wave, electropop y synthpop. Fall Out Boy se tomó un descanso desde 2009 hasta 2013, pero regresó con un nuevo sonido en su álbum Save Rock and Roll. El álbum tiene características de música pop, rock alternativo y pop rock. Paramore se alejó de su sonido de emo pop con su álbum homónimo de 2013, que contiene influencias de power pop, pop rock y new wave. A pesar de la disminución de popularidad del género, varias bandas nuevas de emo pop han logrado cierta popularidad y bases de fanáticos en la década de 2010, incluyendo a Sorority Noise, Real Friends, Boston Manor y Moose Blood.